# Municipio de La Cruz
El municipio de La Cruz es uno de los 67 municipios en que se divide el estado mexicano de Chihuahua. Su cabecera es el pueblo de La Cruz.

## Geografía
Situado en el Centro Sur del estado.
colinda al norte con el municipio de Saucillo, al sur con camargo al oeste con San Francisco del conchos.

## Demografía
Según el Conteo de Población y Vivienda de 2020 realizado por el Instituto Nacional de Estadística y Geografía, la población del municipio de La Cruz es 3 704 habitantes, de los cuales 50.8% son hombres y 49.2% son mujeres.

### Localidades
En el censo de 2020 el municipio de La Cruz contaba con 20 localidades.
| Código INEGI    | Localidad           | Población (2020) |
| --------------- | ------------------- | ---------------- |
| 080160001       | La Cruz             | 1 694            |
| 080160005       | Estación la Cruz    | 721              |
| 080160004       | Corraleño de Juárez | 527              |
| 080160019       | San Rafael          | 367              |
| 080160013       | Morieleño           | 136              |
| 080160101       | Maravillas          | 99               |
| 080160002       | Los Alicantes       | 66               |
| 080160016       | Puerto de Pintas    | 30               |
| 080160042       | La Colonia Alegre   | 24               |
| 080160021       | Tierra Azul         | 16               |
| 080160098       | Isleta              | 4                |
| 080160104       | El Refugio          | 4                |
| 080160109       | Cinco Hermanos      | 4                |
| 080160102       | El Oasis            | 3                |
| 080160083       | Rancho el Vergel    | 2                |
| 080160110       | Monte Piedra        | 2                |
| 080160111       | Cerco de Piedra     | 2                |
| 080160022       | El Triunfo          | 1                |
| 080160044       | La Puerta           | 1                |
| 080160086       | El Código           | 1                |
| Total municipal | Total municipal     | 3 704            |

## Política
No tiene secciones municipales

### Representación legislativa
Para la elección de diputados locales al Congreso de Chihuahua y de diputados federales a la Cámara de Diputados federal, el municipio de La Cruz se encuentra integrado en los siguientes distritos electorales:
Local:
- Distrito electoral local 20 de Chihuahua con cabecera en Camargo.[7]

Federal:
- Distrito electoral federal 5 de Chihuahua con cabecera en Delicias.[8]

### Presidentes municipales
- (1985 - 1986): Rogelio Soto Ortega
- (1986 - 1989): Salvador Alcántar Ortega
- (1989 - 1992): Jesús González Almuina
- (1992 - 1995): Ignacio García Sánchez
- (1995 - 1998): Alonso Alcántar Acosta
- (1998 - 2001): Miguel Ángel Alcantar Rodríguez
- (2001 - 2003): Rafael Loya Salcido
- (2004 - 2007): Nabor Salcido Rey
- (2007 - 2010): Servando Soto Rivera
- (2010 - 2013): Francisco Lerma Márquez
- (2013 - 2016): Pablo Domínguez Moriel
- (2016 - 2018): Adolfo Trillo Herrera
- (2018 - 2021): Adolfo Trillo Herrera
- (2021 - 2024): Sergio Luis Olvera Gallegos